# Tomás Andrés Mauro Muldoon
Tomás Andrés Mauro Muldoon OFM (geboren als Thomas Andrew Muldoon; * 8. August  1938 in Boston, USA; † 14. Juni 2024 in Framingham) war ein US-amerikanischer Ordensgeistlicher und römisch-katholischer Bischof von Juticalpa in Honduras.

## Leben
Thomas Andrew Muldoon trat am 15. August 1958 in das Noviziat der Ordensgemeinschaft der Franziskaner ein und nahm den Ordensnamen Maurus an. Am 16. August des folgenden Jahres legte er die erste Profess ab. Drei Jahre später, am 16. August 1962, legte er die ewige Profess ab und empfing am 11. Juni 1966 im Mount Alvernia Seminary in Wappingers Falls die Priesterweihe. Sein Orden entsandte ihn 1966 in die Mission in Mittelamerika. Er arbeitete in El Salvador, Guatemala und Honduras, bis sein Ordensoberer ihn 1982 mit der Seelsorge für die Hispanics in New Bedford (Massachusetts) betraute.
Doch schon ein Jahr darauf kehrte er nach Honduras zurück. Denn Papst Johannes Paul II. ernannte ihn am 1. Februar 1983 zum Prälaten der Territorialprälatur Inmaculada Concepción de la Bienaventurada Virgen María en Olancho. Die Bischofsweihe spendete ihm der Erzbischof von Boston, Bernard Francis Law, am 8. Oktober 1984 in der Holy Cross Cathedral in Boston; Mitkonsekratoren waren Lorenzo Michele Joseph Graziano OFM, emeritierter Bischof von San Miguel, und Daniel Anthony Cronin, Bischof von Fall River.
Mit der Erhebung der Territorialprälatur zum Bistum am 31. Oktober 1987 wurde Mauro Muldoon (unter diesem Namen war er in Honduras bekannt) zum Bischof von Juticalpa ernannt. Am 1. Februar 2012 nahm Papst Benedikt XVI. seinen vorzeitigen Rücktritt an. Danach kehrte Bischof Muldoon in sein Geburtsland zurück.
Tomás Andrés Mauro Muldoon starb im Juni 2024 im Framingham Union Hospital in Framingham.